# 里安妮·德弗里斯
里安妮·德弗里斯（荷蘭語：Rianne de Vries，1990年12月14日—），荷兰女子短道速滑运动员，2018年世界短道速滑锦标赛女子3000米接力银牌得主、2021年世界短道速滑锦标赛女子3000米接力金牌得主、2022年世界短道速滑锦标赛女子3000米接力铜牌得主。